# Campeonato Paraibano de Futebol de 1926
O Campeonato Paraibano de Futebol de 1926 foi organizado e dirigido pela Liga Desportiva Parahybana. Contou com a participação de 5 times e ao final o Esporte Clube Cabo Branco conquistou o seu terceiro título estadual.

## Participantes
O campeonato estadual de 1926 contou com cinco participantes<ref>Composition of the Championships. Disponível em , foram eles:
| Clube                     | Cidade   |
| ------------------------- | -------- |
| América Football Club     | Parahyba |
| Esporte Clube Cabo Branco | Parahyba |
| Internacional Sport Club  | Cabedelo |
| Palmeiras Sport Club      | Parahyba |
| Pytaguares Futebol Clube  | Parahyba |

## Vencedor
| Campeonato Paraibano de Futebol de 1926       |
| --------------------------------------------- |
| Esporte Clube Cabo Branco Campeão (3º título) |